# Bjørgeseter Station
Bjørgeseter Station (Bjørgeseter stasjon) er en tidligere jernbanestation på Gjøvikbanen, der ligger i bygden Bjørgeseter i Oppland fylke i Norge. 
Bjørgeseter blev taget i brug som krydsningsspor 20. december 1900 men blev først oprettet som holdeplads under navnet Bjørgesæter 1. januar 1902. Omkring 1910 blev den opgraderet til station, og i april 1921 skiftede den navn til det nuværende. Stationen blev fjernstyret 29. september 1972, og 1. oktober samme år blev den gjort ubemandet. 11. juni 2006 ophørte Gjøvikbanens tog med at standse ved stationen.